# Водный (остров)
Водный — остров, расположенный посреди солёного озера Маныч-Гудило, Ростовская область.

## География
Остров имеет форму полумесяца. Размеры: 12 километров в длину и 4 в ширину, необитаемый. На острове есть небольшое кирпичное здание, засоренная песком артезианская скважина и конструкция металлических поилок, сделанная рабочими степного заповедника «Ростовский». Кустистой и древесной растительности на острове нет, есть лишь низкорослый чабрец, полынь и типчак. По всему острову разбросаны лошадиные черепа и кости.
Остров Водный возник только в 1948 году. В 1936 году по приказу правительства было запущено строительство «реки счастья» — подобным образом в агитационных материалах, зазывающих население присоединиться к народной стройке, называли Невинномысский канал, посредством которого предполагалось соединить реки Кубань и Егорлык. Когда через 12 лет проект реализовали, вода потекла в соседние окрестности, затопив большие территории полей. На поверхности оказалось лишь пару островов, Водный — наибольший. Есть также версия, что остров образовался в 1954 году, когда была спущена вода с соседнего Пролетарского водохранилища, с целью немного смягчить засушливый климат тех мест.

## Фауна
Существует легенда, якобы останки лошадей появились на острове ещё во время хана Батыя, который помещал награбленное в долине реки Западный Маныч, а на острове зарыл самое ценное сокровище и поставил лошадей на стражу. Согласно другой версии, эти лошади — пошли от животных, оставленных при отходе Красной армией, которая в большинстве своём использовала донскую породу, благодаря её силе и неприхотливости. Однако обе эти истории являются вымыслом.
По свидетельствам очевидцев, вода пришла настолько неожиданно, что отделила от главного стада пару сотен овец и десяток лошадей. Изначально пастухи пытались забрать овец на лодках, но позже решили вернуться за оставшимся скотом, когда вода покроется льдом. Но в отличие от овец, лошади довольно сильно одичали.
В 1950-е годы совхоз решил использовать остров как пастбище. Пять тысяч овец и пара десятков лошадей находились на острове с весны до осени, волки их достать не могли, за корм платить не нужно. Для транспортировки скота организовали паромную переправу, которая отправляла животных ежедневно по два раза. Однако позже появилась проблема: вследствие вмешательства в гидрологический режим солёность воды стала быстро увеличиваться. По свидетельствам местных, к середине 1950-х она утратила питьевые качества. В итоге для водопоя скота совхоз прорыл самоизливающуюся артезианскую скважину.
Пасти скот на острове Водный перестали в конце 1980-х. С того момента на нём остались только лошади. Скважины с пресной водой со временем засорились, паром перестал работать. Тогда местные власти приняли решение организовать на основе старого санатория большую кумысолечебницу на тысячу мест, для этого попытались убрать лошадей с острова. Однако кони слишком одичали, и переместить популяцию не удалось, в итоге от строительства лечебницы отказались.